# Eduard Xevardnadze
Eduard Amvróssievitx Xevardnadze (en georgià: ედუარდ ამბროსი შევარდნაძე, en rus: Эдуард Амвросьевич Шеварднадзе) (Mamati, 25 de gener de 1928 - Tbilisi, 7 de juliol de 2014) fou un polític georgià. Va exercir les funcions de ministre d'Afers Estrangers de la Unió Soviètica sota la presidència de Mikhaïl Gorbatxov des de 1985 fins a 1990. Després del col·lapse de l'URSS, va servir com a president de la República de Geòrgia des de 1995 fins al 23 de novembre de 2003, quan va dimitir a causa de la creixent pressió popular que va seguir després de les eleccions parlamentàries (la Revolució de les Roses). Morí el 7 de juliol de 2014 a Tbilisi.

## Primers anys de vida i carrera
El 1948, amb vint anys, Xevardnadze  es va unir al Partit Comunista de Geòrgia (GCP) i al Partit Comunista de la Unió Soviètica (PCUS). Va ascendir constantment en les files del Komsomol de Geòrgia i després d'haver estat Segon Secretari, es va convertir en el seu Primer Secretari. Durant el seu primer secretari de Komsomol, Xevardnadze va conèixer per primera vegada Mikhaïl Gorbatxov. Xevardnadze  va dir que es va desil·lusionar amb el sistema polític soviètic després del Discurs Secret de Nikita Khrusxov al XX Congrés del PCUS. Com molts soviètics, Xevardnadze estava horroritzat pels crims perpetrats per Ióssif Stalin, i la resposta del govern soviètic a les manifestacions georgianes de 1956 el va sorprendre encara més. Va ser degradat el 1961 pel Politburó del Partit Comunista de Geòrgia després d'ofendre un alt funcionari.
Després de la seva degradació, Xevardnadze  va suportar uns quants anys d'obscuritat abans de tornar a l'atenció com a primer secretari d'un districte de la ciutat de Tbilisi. Shevardnadze va desafiar el primer secretari de Tbilisi, Otari Lolashvili, i més tard el va acusar de corrupció. Shevardnadze va deixar el treball del partit després del seu nomenament com a primer adjunt del Ministeri de l'Interior de la RSS de Geòrgia el 1964. Va ser el seu intent reeixit d'empresonar Lolashvili, el que el va aconseguir ascendir al càrrec de Primer Diputat. El 1965, Xevardnadze va ser nomenat ministre d'Afers Interns de la RSS de Geòrgia. Després d'iniciar una campanya anticorrupció reeixida amb el suport del govern soviètic, Xevardnadze  va ser votat com a segon secretari del Partit Comunista de Geòrgia. La campanya anticorrupció de Shevardnadze va augmentar l'enemistat pública contra ell. No obstant això, aquestes campanyes van obtenir l'interès del govern soviètic, i, al seu torn, la seva promoció a la Primera Secretaria després de la renúncia de Vasil Mzhavanadze.
L'any 1951, Xevardnadze es va casar amb Nanuli Xevardnadze, el pare del qual va ser assassinat per les autoritats en el moment àlgid de la purga. Al principi, Nanuli va rebutjar la proposta de matrimoni de Xevardnadze, tement que els seus antecedents familiars arruïnessin la carrera de partit de Xevardnadze. Aquestes pors estaven ben justificades; moltes altres parelles van morir pel mateix motiu.

## Primer secretari del GCP (1972–85)
Entre el 25 de juliol de 1972 i el 29 de setembre de 1972, Xevardnadze va exercir com a primer secretari del Comitè de la ciutat de Tbilisi del Partit Comunista de Geòrgia.
El 1980, es va veure obligat a reiterar que el desenvolupament econòmic i social depenia d'«una lluita sense quarter contra aquells fenòmens tan negatius com el suborn, el furt de propietats al Partit, les tendències a la propietat privada, el robatori i tota aquella desviació de les normes de la moral comunista». Un escàndol de corrupció el 1972 va provocar la renúncia de Vasili Mjavanadze, secretari general del Partit Comunista de Geòrgia. La seva caiguda significà l'ascens de Xevardnadze, atès que Moscou el veia com el candidat més apropiat per ocupar el lloc. Ja en el càrrec, durant el seu temps com a secretari general a Geòrgia va continuar atacant fermament la corrupció i la dissidència.
El 1977, com a part d'una campanya en tota la Unió Soviètica, el seu govern va arrestar líders prominents de la dissidència a Geòrgia amb l'excusa d'activitats antisoviètiques. Entre els arrestats es trobaven Merab Kostava i Zviad Gamsakhúrdia, qui després es convertiria en el primer President de Geòrgia triat per sufragi popular. La seva línia dura davant la corrupció va captar l'atenció de la directiva soviètica. S'havia unit al Comitè Central del Partit Comunista Soviètic el 1976 i el 1978 fou nomenat membre (sense dret a vot) del Politburó soviètic.
Encara que durant alguns anys va romandre en segon pla, va anar consolidant la seva reputació per la seva austeritat personal: descartant els beneficis de tan alt càrrec, preferia viatjar en transport públic abans que usar les limusines que es facilitaven als membres del Politburó. Les seves aspiracions es compliren el 1985, quan el ministre d'Afers Estrangers soviètic Andrei Gromiko renuncià al seu càrrec. El flamant Secretari General del Partit, Mikhaïl Gorbatxov, el proposà a ell i aconseguí confirmar-lo en el càrrec. D'aquesta manera es consolidava el cercle de joves reformistes que governaria la Unió Soviètica fins al final.

### Ministre d'Afers Estrangers soviètic

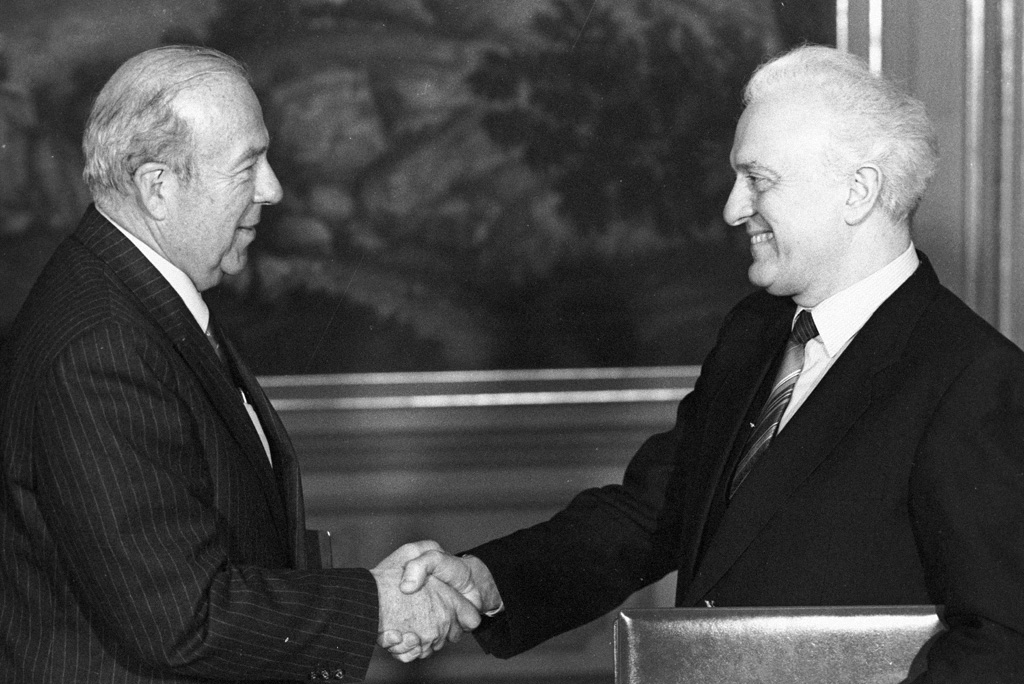
Xevardnadze amb el Secretari d'Estats estatunidenc George Shultz el 1987

Com a ministre d'Afers Estrangers fou un dels encarregats de publicitar la política de reformes impulsada per Gorbatxov (la perestroika), en especial el cessament de l'escalada de la tensió militar: fou el principal responsable de la retirada de les tropes soviètiques de l'Afganistan, firmà acords de desarmament amb els Estats Units i va fer que des de la Unió Soviètica es respectés l'opció popular de posar fi als règims comunistes de l'Europa Oriental.
Sabent que el seu futur polític a la Unió Soviètica era escàs, decidí girar-se vers la política nacional a la seva República de Geòrgia, que s'encaminava vers la independència. Per això dimití el 1990, al·legant lentitud de les reformes interiors i pressions dels comunistes conservadors en el govern.
Tanmateix, en produir-se l'intent de Cop d'estat a la Unió Soviètica de 1991 contra Gorbatxov, Xevardnadze es posà al seu costat. El 31 de març de 1991 va tenir lloc el Referèndum d'independència georgià amb una participació del 90,5% i el sí va obtenir quasi un 99% dels vots. Geòrgia es va independitzar de la Unió Soviètica (URSS) el 1991.

### Presidència de Geòrgia
El 1992 fou nomenat portaveu del parlament de Geòrgia, en funcions de President per mirar de posar fi a la guerra civil, i acceptà la presidència el 1995, quan el càrrec fou restablert. Durant el seu govern van tenir lloc les guerres d'Abkhàzia de 1992-1993 i de 1998, en les que va signar la pau amb els rebels, que van establir un govern independent.
L'oposició de Mikheil Sakaixvili als resultats de les eleccions presidencials georgianes de 2003, amb el suport dels Estats Units, va fer que s'organitzessin protestes i manifestacions populars massives demanant l'anul·lació dels resultats, coneguda com la Revolució de les Roses dirigida per Sakaixvili i els seus aliats polítics Nino Burjanadze i Zurab Xvània. Finalment, Eduard Xevardnadze va dimitir i Burjanadze fou nomenada presidenta interina.

## Mort i funeral
Shevardnadze va passar els seus últims anys vivint tranquil·lament a la seva mansió als afores de Tbilisi. A mesura que la seva salut es deteriorava, la seva participació en la vida pública es va reduir molt. Després d'una llarga malaltia, va morir als 86 anys el 7 de juliol de 2014.
L'expresident de Geòrgia Giorgi Margvelashvili i el primer ministre Irakli Garibashvili van expressar el seu condol als membres de la seva família. Margvelashvili el va descriure com «un dels polítics distingits del segle xx, que va participar en el desmantellament del sistema soviètic». Va afegir: «També va tenir un paper important en la creació de la nova Geòrgia i en el desenvolupament del nostre curs occidental». Garibashvili va dir que la «contribució de Shevardnadze va ser especialment important per establir el paper geopolític de Geòrgia al món modern. Eduard Shevardnadze va ser un polític de rellevància internacional, que va fer una gran contribució per acabar amb la Guerra Freda i establir un nou ordre mundial». L'expresident Mikheil Saakashvili, que va enderrocar Shevardnadze a la Revolució de les Roses del 2003, va oferir el seu condol i va dir que Shevardnadze era «una figura significativa per a l'imperi soviètic i per a la Geòrgia postsoviètica». Saakashvili va dir que el seu govern no va iniciar un procés penal contra Shevardnadze, tot i les peticions d'alguns polítics i sectors de la societat, per respecte a la institució presidencial.
Entre d'altres, el president rus Vladimir Putin i el secretari d'Estat dels EUA John Kerry van oferir el seu condol. Kerry va atribuir a Shevardnadze el paper instrumental que va tenir en la fi de la Guerra Freda, la reducció del risc de confrontació nuclear com a ministre d'Afers Exteriors de la Unió Soviètica, la garantia de la sobirania i la integritat territorial de [Geòrgia] durant la dècada de 1990 com a president de Geòrgia i la posada del país en la seva trajectòria irreversible cap a la integració euroatlàntica. Envia suggeriments Taulers laterals Historial Desades

## Premis i condecoracions
- Heroi del Treball Socialista (1981)
- Cinc Ordes de Lenin
- Orde de la Revolució d'Octubre
- Orde de la Guerra Patriòtica, 1r grau (3/11/1985)
- Orde de la Bandera Roja del Treball
- Orde de Sant Miquel i Sant Jordi (Regne Unit)

#### Honors estrangers
- 1999 – : Orde del Mèrit de la República Federal d'Alemanya[16][17]
- 1999 – : Orde del príncep Iaroslav el Savi de primera classe, per la seva destacada contribució al desenvolupament de la cooperació entre Ucraïna i Geòrgia, per enfortir l'amistat entre els pobles ucraïnès i georgià 1257/99 de l'1 de setembre de 1999 https://zakon.rada.gov.ua/cgi-bin/laws/main.cgi?nreg=1257/99#Text%7C
- 1999 – : Primera classe de l'Orde de l'Estat de la República de Turquia[18]
- 1999 – Orde Olímpica d'Or pel major mèrit en el desenvolupament de l'esport mundial i l'àmbit olímpic.[16][19]
- 1999 – : Gran Creu de l'Orde del Redemptor[16]
- 2000 – : Cavaller Gran Creu de l'Orde de Sant Miquel i Sant Jordi.[16]
- 2000 – : Orde d'Istiglal per les seves contribucions al desenvolupament de les relacions Azerbaidjan-Geòrgia i la cooperació estratègica entre els estats[20]
- 2000 – : Medalla de l'Estrella de Betlem 2000[16]
- 2000 – : Orde de Sant Mesrop Mashtots[16]
- 2003 – : Orde del Mèrit Destacat[21]